# Portugál U21-es labdarúgó-válogatott
A Portugál U21-es labdarúgó-válogatott Portugália 21 éven aluli labdarúgó-válogatottja, melyet a Portugál labdarúgó-szövetség irányít.

## U21-es labdarúgó-Európa-bajnokság
- 1978: nem jutott ki
- 1980: nem jutott ki
- 1982: nem indult
- 1984: nem jutott ki
- 1986: nem jutott ki
- 1988: nem jutott ki
- 1990: nem jutott ki
- 1992: nem jutott ki
- 1994: Ezüstérmes
- 1996: Negyeddöntő
- 1998: nem jutott ki
- 2000: nem jutott ki
- 2002: Csoportkör
- 2004: Bronzérmes
- 2006: Csoportkör
- 2007: Csoportkör
- 2009: nem jutott ki
- 2011: nem jutott ki
- 2013: nem jutott ki
- 2015: Ezüstérmes
- 2017: Csoportkör
- 2019: nem jutott ki
- 2021:

## Olimpiai szereplés
- 1992: Nem jutott ki
- 1996: 4. hely
- 2000: Nem jutott ki
- 2004: 14. hely
- 2008: Nem jutott ki
- 2012: Nem jutott ki
- 2016: 6. hely

## Keret
A portugál válogatott kerete az U21-es labdarúgó-Európa-bajnokság mérkőzéseire.

### Jelenlegi keret
A 2021. március 24-i állapotnak megfelelően.
| Szám | Poszt       | Név              | Születési dátum (kor)          | Válogatottság | Gólok | Klub                       |
| ---- | ----------- | ---------------- | ------------------------------ | ------------- | ----- | -------------------------- |
| 1    | kapus       | Diogo Costa      | 1999. szeptember 19. (25 éves) | 10            | 0     | FC Porto                   |
| 12   | kapus       | Luís Maximiano   | 1999. január 5. (26 éves)      | 2             | 0     | Sporting CP                |
| 22   | kapus       | João Virgínia    | 1999. október 10. (25 éves)    | 2             | 0     | Everton FC                 |
|      |             |                  |                                |               |       |                            |
| 2    | hátvéd      | Thierry Correia  | 1999. március 9. (26 éves)     | 5             | 0     | Valencia CF                |
| 3    | hátvéd      | Diogo Leite      | 1999. január 23. (26 éves)     | 16            | 2     | FC Porto                   |
| 4    | hátvéd      | Diogo Queirós    | 1999. január 5. (26 éves)      | 7             | 2     | FC Famalicão               |
| 5    | hátvéd      | Diogo Dalot      | 1999. március 18. (25 éves)    | 9             | 0     | AC Milan (kölcsönben)      |
| 13   | hátvéd      | Tomás Tavares    | 2001. március 7. (24 éves)     | 5             | 0     | SC Farense                 |
| 15   | hátvéd      | Tiago Djaló      | 2000. április 9. (24 éves)     | 2             | 0     | Lille OSC                  |
|      |             |                  |                                |               |       |                            |
| 6    | középpályás | Florentino       | 1999. augusztus 19. (25 éves)  | 7             | 0     | AS Monaco FC               |
| 7    | középpályás | Vitinha          | 2000. február 13. (25 éves)    | 11            | 1     | Wolverhampton Wanderers FC |
| 8    | középpályás | Gedson Fernandes | 1999. január 9. (26 éves)      | 11            | 2     | Galatasaray SK             |
| 10   | középpályás | Daniel Bragança  | 1999. május 27. (25 éves)      | 7             | 0     | Sporting CP                |
| 14   | középpályás | Pedro Pereira    | 1998. január 22. (27 éves)     | 4             | 0     | FC Crotone (kölcsönben)    |
| 16   | középpályás | Filipe Soares    | 1999. május 20. (25 éves)      | 1             | 0     | Moreirense FC              |
| 18   | középpályás | Pedro Gonçalves  | 1998. június 28. (26 éves)     | 5             | 2     | Sporting CP                |
| 20   | középpályás | João Mário       | 2000. január 3. (25 éves)      | 3             | 0     | FC Porto                   |
| 21   | középpályás | Chico Conceição  | 2002. december 14. (22 éves)   | 0             | 0     | FC Porto                   |
| 23   | középpályás | Fábio Vieira     | 2000. május 30. (24 éves)      | 7             | 5     | FC Porto                   |
|      |             |                  |                                |               |       |                            |
| 9    | csatár      | Gonçalo Ramos    | 2001. június 20. (23 éves)     | 3             | 1     | SL Benfica                 |
| 11   | csatár      | Dany Mota        | 1998. május 2. (26 éves)       | 11            | 4     | AC Monza (kölcsönben)      |
| 17   | csatár      | Trincão          | 1999. december 29. (25 éves)   | 5             | 1     | FC Barcelona               |
| 19   | csatár      | Tiago Tomás      | 2002. június 16. (22 éves)     | 0             | 0     | Sporting CP                |

## A csapat kapitányai
- 1989-1996: Nelo Vingada
- 1991-1992: José Costa
- 1995-1996: Nelo Vingada
- 1996-2000: Jesualdo Ferreira
- 2001-2002: Agostinho Oliveira
- 2002-2004: José Romão
- 2004-2006: Agostinho Oliveira
- 2006-2007: José Couceiro
- 2007-2009: Rui Caçador
- 2009-2011: Oceanu Cruz
- 2010-: Rui Jorge